# Seslidoğan, Hamur
Seslidoğan là một xã thuộc huyện Hamur, tỉnh Ağrı, Thổ Nhĩ Kỳ. Dân số thời điểm năm 2011 là 313 người.